# Euxoa recticincta
Euxoa recticincta är en fjärilsart som beskrevs av Smith 1895. Euxoa recticincta ingår i släktet Euxoa och familjen nattflyn. Inga underarter finns listade i Catalogue of Life.